# 28161 Neelpatel
28161 Neelpatel è un asteroide della fascia principale. Scoperto nel 1998, presenta un'orbita caratterizzata da un semiasse maggiore pari a 2,2873719 UA e da un'eccentricità di 0,1570849, inclinata di 1,16643° rispetto all'eclittica.